# Portland-Aluminiumhütte
Die Portland-Aluminiumhütte mit einer Jahreskapazität von 345.000 Tonnen Aluminium befindet sich in Portland in Victoria, Australien.
Die Aluminiumhütte ist ein Gemeinschaftsunternehmen von Alcoa World Alumina and Chemicals mit einem Anteil von 55 % (davon 60 % von Alcoa und 40 % von Alumina Limited), chinesischer CITIC mit 22,5 % und japanischer Marubeni mit 22,5 %. Hüttenbetreiber ist die Alumina Limited.
Die Aluminiumhütte wurde von 1986 bis 1988 aufgebaut. Sie besteht aus zwei Alcoa A817 Zellen zur Schmelzelektrolyse die eine Stromkapazität von 310 Kiloampere abrufen. Portland ist die einzige Aluminiumhütte, die diese Technologie anwendet. Aluminiumoxid wird zweiwöchentlich aus Western Australia mit dem Schiff The Portland angeliefert. Das Aluminiumoxid wird vom Hafen auf einem geschlossenen Förderband über mehrere Kilometer bis zur Hütte befördert. Die meisten der erzeugten Aluminiumbarren werden von Portland mit LKWs zu anderen Häfen transportiert, obwohl auch einige mit Schiffen direkt aus dem Hafen von Portland transportiert werden.
Die Aluminiumhütte war der Anlass zu einer heftigen Kontroverse in 1986. 1984 wurde unter der Regierung von John Cain von der ALP ein Vertrag über ein Gemeinschaftsunternehmen zum Bau der Aluminiumhütte geschlossen, in dem die Regierung eine Stromlieferung bis ins Jahr 2016 zusicherte und den Stromlieferpreis an den Weltmarktpreis für Aluminium koppelte. Dies Vereinbarung bedeutete, dass die Stromkosten der Aluminiumhütte bei AUD 14 pro Megawattstunde (1,4 ct/kWh) lagen und damit die Kosten des Bundesstaates Victoria mit mehr als AUD 2 Milliarden über die Vertragsdauer von 20 Jahren zu beziffern waren.
Der Stromverbrauch der Portland-Aluminiumhütte beträgt 18 bis 25 Prozent der gesamten Stromerzeugung in Victoria, und da der Hauptanteil der Stromenergie von dem Braunkohlekraftwerk aus dem Latrobe Valley bezogen werden sollte, bedeutete dies auch, dass die Aluminiumproduktion die Hauptursache für den Ausstoß von Treibhausgasen von Victoria ist.
Im März 2010 wurde bekannt gegeben, dass die Betreiber des Kraftwerk Loy Yang einen Stromliefervertrag für beide Aluminiumhütten mit einer Laufzeit bis ins Jahr 2036 geschlossen haben. Die bisherigen Verträge laufen 2014 aus.